# Van Hool A308
Les Van Hool A308 & A309 sont des midibus fabriqués et commercialisés par le constructeur belge Van Hool. Ils possèdent deux portes, placées chacune aux extrémités du bus, un plancher surbaissé et un moteur placé sur le milieu du bus.

## Historique
Ils ont été produits de 1993 à 2001 et sont la continuation du Van Hool A508. Il sera ensuite remplacé par les NewA308 et NewA309.

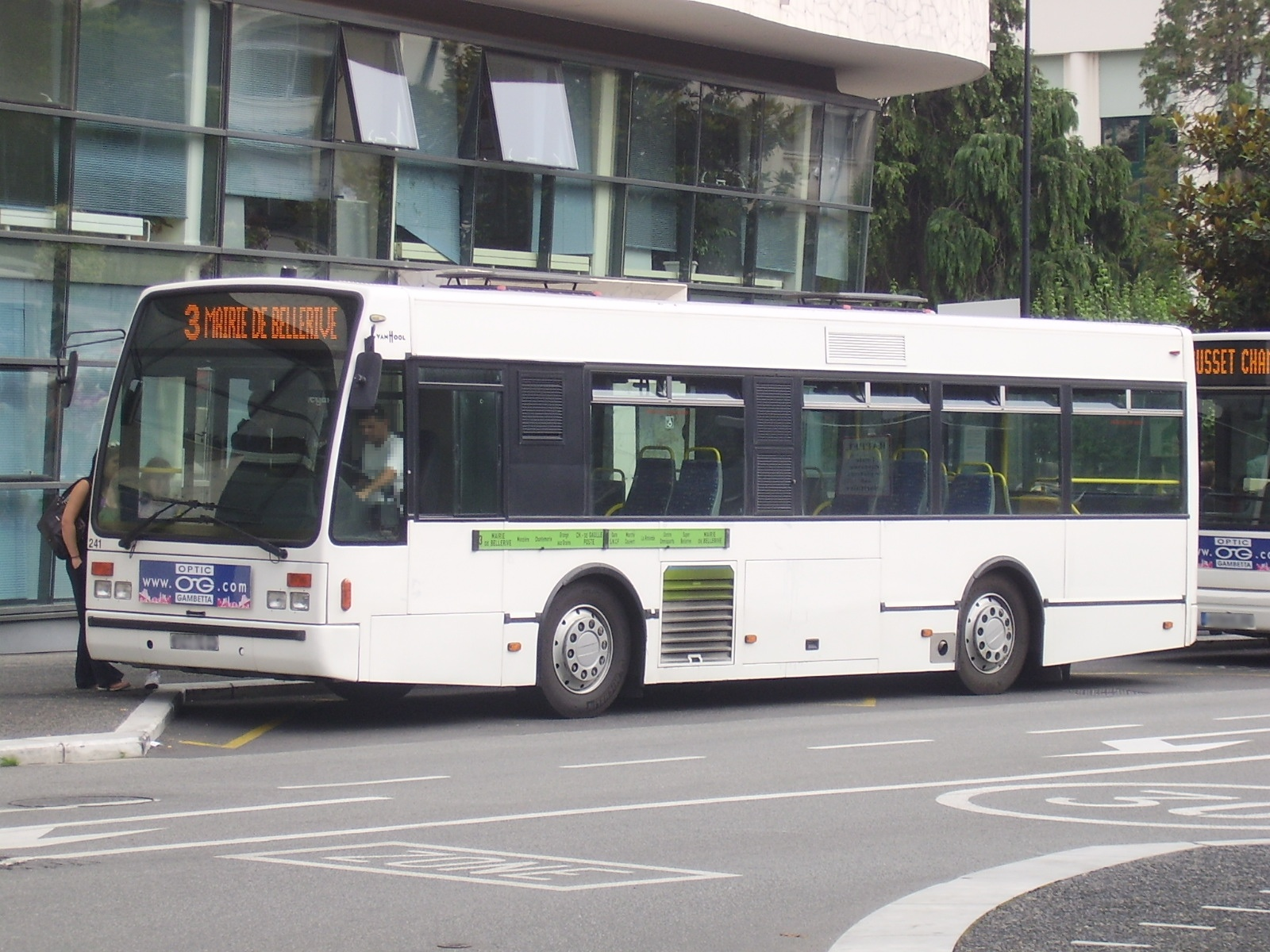
Van Hool A308 de Bus Inter.
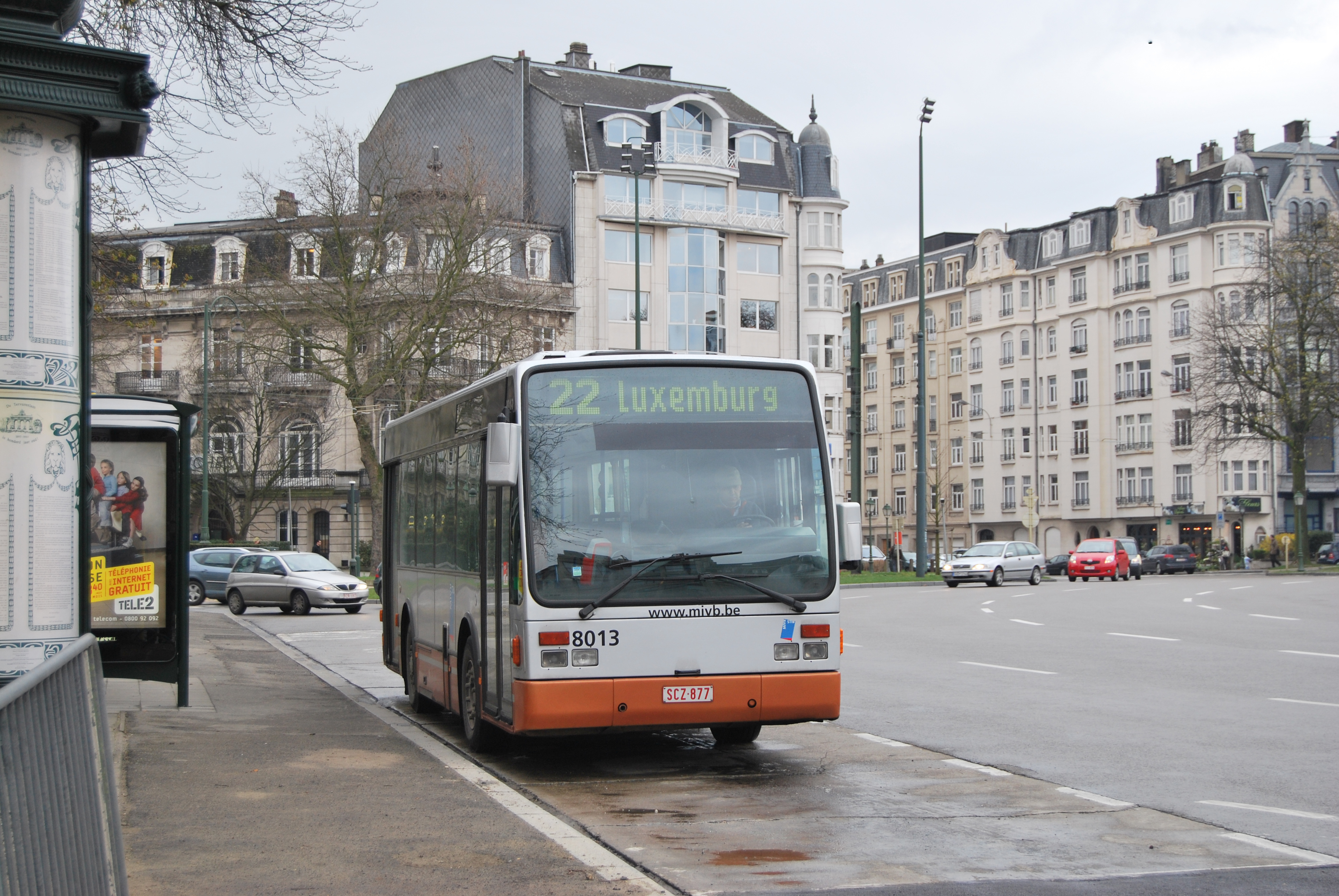
Van Hool A308 de la STIB.
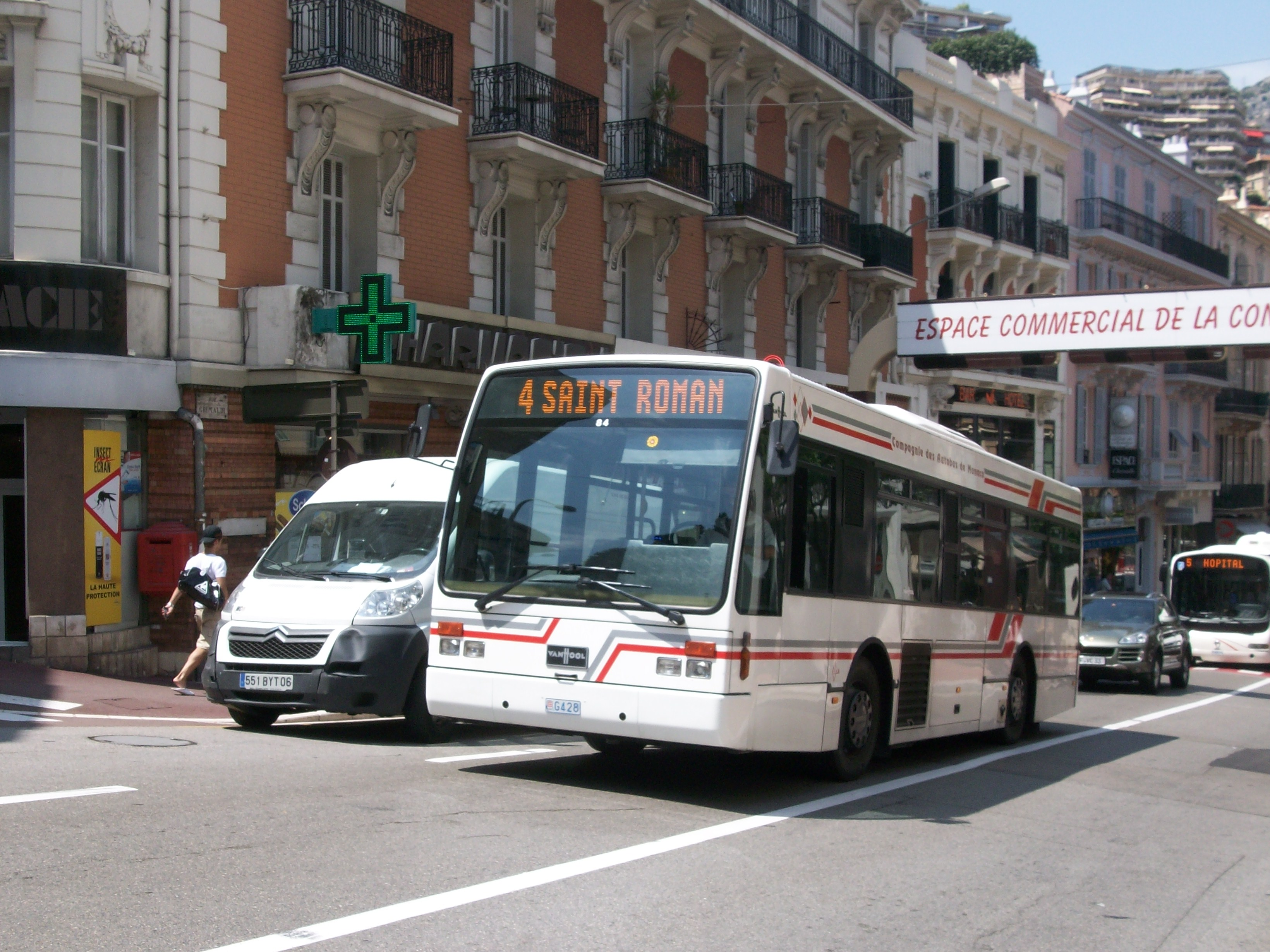
Van Hool A308 de Monaco.

## Caractéristiques
Ce type d'autobus est adapté aux lignes passant dans des rues étroites, ou des lignes à faible fréquentation.
Il existe uniquement en version deux portes et ces dernières ont la particularité d'être disposées à chaque extrémité du véhicule, sur les porte-à-faux.

### A308
L'A308 mesure 9,5 mètres de long pour 2,35 mètres de large, et possède donc une taille inférieure à un bus traditionnel.

### A308H
Version gaz.

## Exploitants

### Belgique

#### De Lijn
De Lijn a commandé plusieurs séries de Van Hool A308 :
- 5 véhicules à moteur Cummins numérotés 2986 à 2990, et un prototype à moteur MAN numéroté 2991, livrés en 1993 pour les lignes anversoises qui ont été radiés entre 2003 et 2006 après avoir été redéployés dans d’autres régions[1],[2].

- 40 véhicules à moteur MAN numérotés 3450 à 3489 livrés en 1997 et utilisés à Anvers et dans le Limbourg. Ils ont été radiés à partir entre 2009 et 2016[3].
- 15 véhicules à moteur MAN livrés en 1997 et numérotés 3495 à 3509, utilisées autour de Louvain. Ils ont été radiés à partir entre 2009 et 2016[4].
- 6 véhicules à moteur MAN livrés en 1999 pour le réseau de Malines numérotés 3821 à 3826 et retirés du service courant entre 2013 et 2015[5].
- 7 véhicules à moteur MAN livrés en 2000 pour le réseau de Gand et numérotés 3979 à 3985. Ils ont été retirés du service en 2016[6].
- 12 véhicules à moteur MAN livrés en 2001 pour les lignes de Louvain et Bruges numérotés 4127 à 4138. Mutés dans d’autres régions de Flandre et radiés entre 2016 et 2018[7].

- Deux bus hybrides à moteur Perkins construits en 1994 et essayés sur le réseau de Dordrecht ont ensuite été revendus à De Lijn en 1998 qui les exploita dans plusieurs villes avant de les radier en 2003[8].
- Un autre bus hybride à moteur General Motors venu de Dordrecht a également été racheté en 2003. Numéroté 4523, il a été converti en véhicule d’exercice incendie en 2008[9].

#### TEC

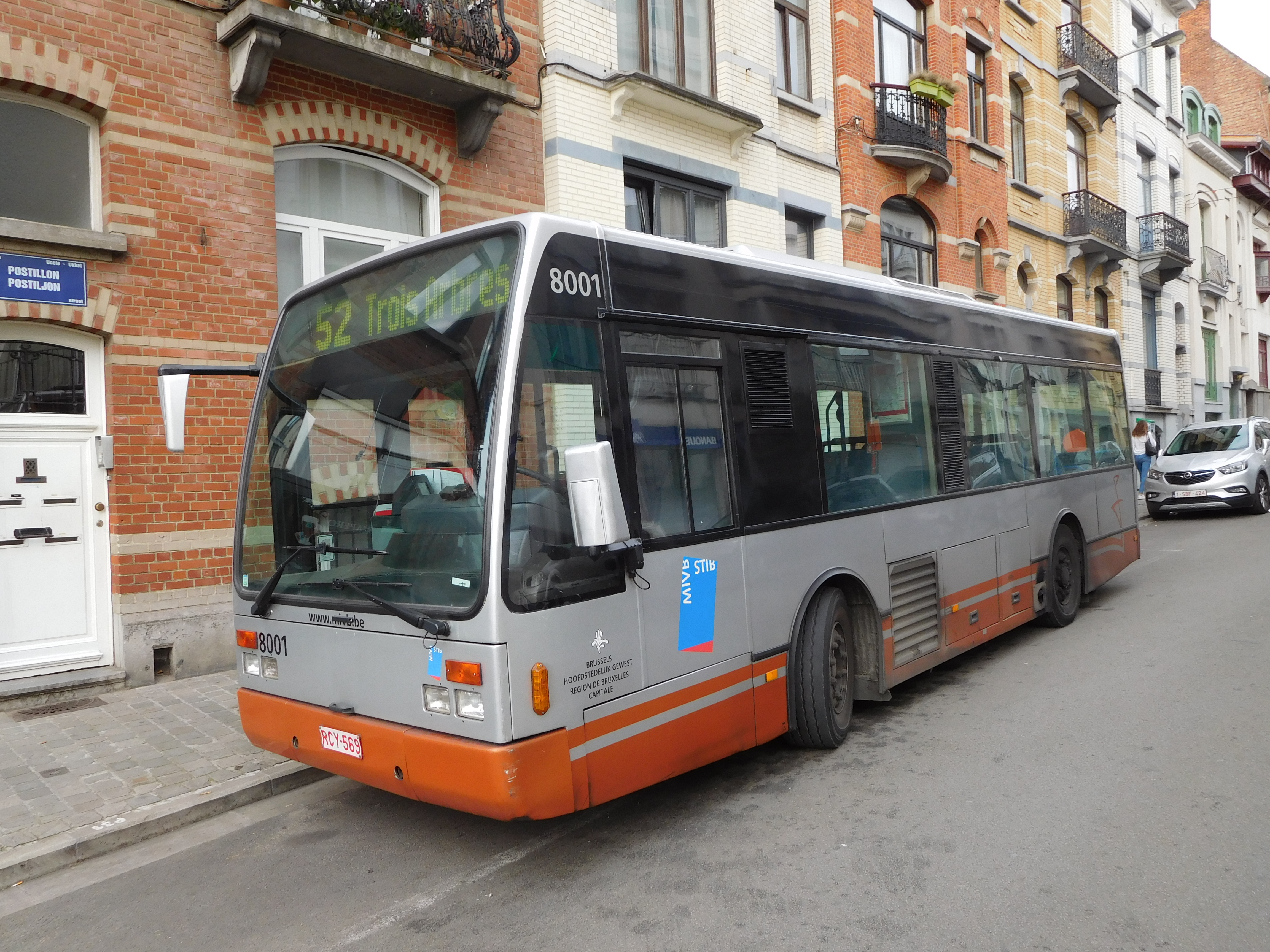
Van Hool 8001 de la STIB sur l'éphémère ligne 52 (remplacement du tram 51 lors de travaux en 2017).

Les TEC Charleroi ont passé commande de deux véhicules livrés en 1998, numérotés 7119 et 7120, un exemplaire serait toujours en service en 2019,.
Des Van Hool A508 F, extérieurement semblables mais différents sur le plan technique, ont également roulé à Charleroi et sur d'autres directions TEC.

#### STIB
La STIB a commandé une série de 30 véhicules livrés de 1999 à 2000, numérotés de 8001 à 8030. La majorité de ces bus a été déclassée durant l'été 2016. Les autres ont été utilisés, notamment, en remplacement de lignes de tram ou bus sur des services-navette pour désenclaver des quartiers isolés par des travaux de voirie, et définitivement radiés fin décembre 2018 à la suite d'une interdiction de circuler dans la zone de basse émission.
Le 8026 est préservé par le Musée du transport urbain bruxellois.